# Inami (Wakayama)
Inami (jap. 印南町 Inami-chō) – miasto w Japonii, na wyspie Honsiu, w prefekturze Wakayama. Według danych na rok 2020 miejscowość zamieszkiwało 7 720 mieszkańców , a gęstość zaludnienia wyniosła 67,9 os./km².